# Purisol
Purisol é a marca de um processo de remoção de gás ácido que usa N-metil-2-pirrolidona (NMP) como um solvente para separar gases ácidos tais como sulfeto de hidrogênio e dióxido de carbono de correntes de gás.
Processos similares são o Rectisol e o Fluor Solvent, usando carbonato de propileno, que tornam-se crescentemente popularess como solventes de tratamento de gases, especialmente para aplicações de gaseificação de carvão. 